# En dag skal Herrens skaberdrømme møde
En dag skal Herrens skaberdrømme møde er en salme, der er skrevet af digteren og præsten Eyvind Skeie (født 1947) i 1978. Trond Kverno komponerede melodien i 1978. Salmen er oversat til dansk i 1978 og er med i Den Danske Salmebog 2003 som nr. 278.